# Kefermarkt
Kefermarkt è un comune austriaco di 2 082 abitanti nel distretto di Freistadt, in Alta Austria; ha lo status di comune mercato (Marktgemeinde).

## Monumenti e luoghi d'interesse
- Castello di Weinberg, nella omonima frazione.